# جيمس أ. غاليفان
جيمس أ. غاليفان هو سياسي أمريكي، ولد في 22 أكتوبر 1866 في بوسطن في الولايات المتحدة، وتوفي في 3 أبريل 1928 في أرلينغتون ‏ في الولايات المتحدة. نشط حزبياً في الحزب الديمقراطي. وقد انتخب عضو مجلس نواب ماساتشوستس ‏ وانتخب عضو مجلس النواب الأمريكي ‏.